# Dana Powell
Dana Powell (ur. 1974 w Springfield) – amerykańska aktorka komediowa.
Dorastała w Springfield w stanie Missouri, gdzie uczęszczała do Hillcrest High School. Jej pierwszą rolą aktorską była gospodyni w szkolnej produkcji Dźwięki muzyki (musical). Razem z mężem (Dan Tipton) ma syna Olivera. Studiowała na Missouri State University. Od 2013 roku grała rolę Pam Tucker, siostry Cam, w popularnym i wielokrotnie nagradzanym serialu komediowym Współczesna rodzina.

## Filmografia

### Filmy
- 2011 Druhny (Bridesmaids) – stewardessa Claire

### Seriale
- 2023 9-1-1
- 2021 Narcos: Meksyk (Narcos: Mexico)
- 2019–2020 Dobre miejsce (The Good Place)
- 2018 Czarno to widzę (Black-ish)
- 2017 Pohamuj entuzjazm (Curb Your Enthusiasm)
- 2014 Mamuśka (Mom)
- 2014 To nie ja (I Didn’t Do It)
- 2014 Figurantka (Veep)
- 2013 Witam panie (Hello Ladies)
- 2013–2019 Współczesna rodzina (Modern family) – Pam Tucker
- 2013–2016 Podmiejski czyściec (Suburgatory)
- 2013 Bogaci bankruci (Arrested Development)
- 2012 Bob’s Burgers
- 2012 Biuro (The Office)
- 2012: Dwie spłukane dziewczyny (2 Broke Girls)
- 2011 Powodzenia, Charlie! (Good Luck, Charlie!)
- 2005: Posterunek w Reno (2005)